# Патель, Каш
Кашьяп Прамод Винод «Каш» Патель (англ. Kashyap Pramod Vinod "Kash" Patel, род. 25 февраля 1980, Гарден-Сити, Нью-Йорк, США) — американский адвокат и бывший правительственный агент. Директор ФБР (с 2025). Ранее Патель занимал должность в Совете национальной безопасности США старшего советника исполняющего обязанности директора Национальной разведки и начальника штаба исполняющего обязанности министра обороны США во время первого президентства Трампа. Член Республиканской партии, Патель работал старшим помощником конгрессмена Девина Нунеса во время его пребывания на посту председателя Комитета по разведке Палаты представителей. Он начал свою карьеру в качестве федерального государственного защитника, федерального прокурора, работающего над делами национальной безопасности, и юридического представителя Вооружённых сил США.
Будучи помощником конгрессмена Нунеса, Патель сыграл ключевую роль в оказании помощи республиканцам во время расследований в отношении Трампа и вмешательства России в выборы 2016 года.
В ноябре 2024 года Трамп назвал Пателя своим кандидатом на пост директора Федерального бюро расследований вместо Кристофера А. Рэя.

## Биография

### Ранняя жизнь и образование
Кашьяп «Каш» Патель родился в 1980 году в Гарден-Сити, штат Нью-Йорк, в семье выходцев из гуджаратской общины Восточной Африки, иммигрировавших в США через Канаду. Его отец работал финансовым директором в авиационной фирме. Патель окончил среднюю школу Гарден-Сити на Лонг-Айленде. Патель был воспитан как индуист и отмечал, что у него всегда была «очень глубокая» связь с Индией. Патель получил степень в области уголовного правосудия и истории в Университете Ричмонда в 2002 году. Он получил сертификат по международному праву в Университетском колледже Лондона в 2004 году, и получил степень доктора права в юридической школе Университета Пейс в 2005 году.

### Ранняя карьера
После окончания юридической школы в 2005 году Патель восемь лет работал государственным защитником во Флориде, сначала в офисе государственного защитника округа Майами-Дейд, а затем федеральным государственным защитником. В качестве государственного защитника он представлял интересы клиентов, обвиняемых в тяжких преступлениях, включая международный оборот наркотиков, убийства, нарушения правил обращения с огнестрельным оружием и контрабанду наличных денег.
В 2014 году Патель был нанят в качестве судебного адвоката в Отделе национальной безопасности Министерства юстиции США, где он одновременно работал юридическим представителем Совместнного командования специальных операций. В 2017 году Патель был назначен старшим советником по борьбе с терроризмом в Комитете по разведке Палаты представителей.

### Помощник Девина Нунеса
В апреле 2017 года Патель стал старшим помощником председателя Комитета по разведке Палаты представителей Девина Нунеса. Патель играл видную роль в республиканской оппозиции расследованиям деятельности Дональда Трампа и российского вмешательства в выборы 2016 года.
После того, как демократы взяли под контроль Палату представителей в январе 2019 года, Патель около месяца проработал старшим советником в Комитете по реформам и надзору Палаты представителей.

### Исполнительная власть
Патель был нанят в феврале 2019 года в качестве сотрудника Совета национальной безопасности (СНБ) президента Трампа, работая в Управлении международных организаций и альянсов, а в июле 2019 года стал старшим директором Управления по борьбе с терроризмом, новой должности, созданной для него . По данным The Wall Street Journal, Патель возглавлял секретную миссию в Дамаске в начале 2020 года, чтобы договориться об освобождении Маджда Камальмаза и журналиста Остина Тайса, которые оба удерживались сирийским правительством.
В феврале 2020 года Патель перешёл в Офис директора национальной разведки (ODNI), став первым заместителем исполняющего обязанности директора Ричарда Гренелла. Позднее в том же месяце Патель входил в состав окружения Трампа во время государственного визита Соединённых Штатов в Республику Индия и был отмечен в сообщениях прессы как один из двух американцев индийского происхождения, сопровождавших президента.

### Министерство обороны США

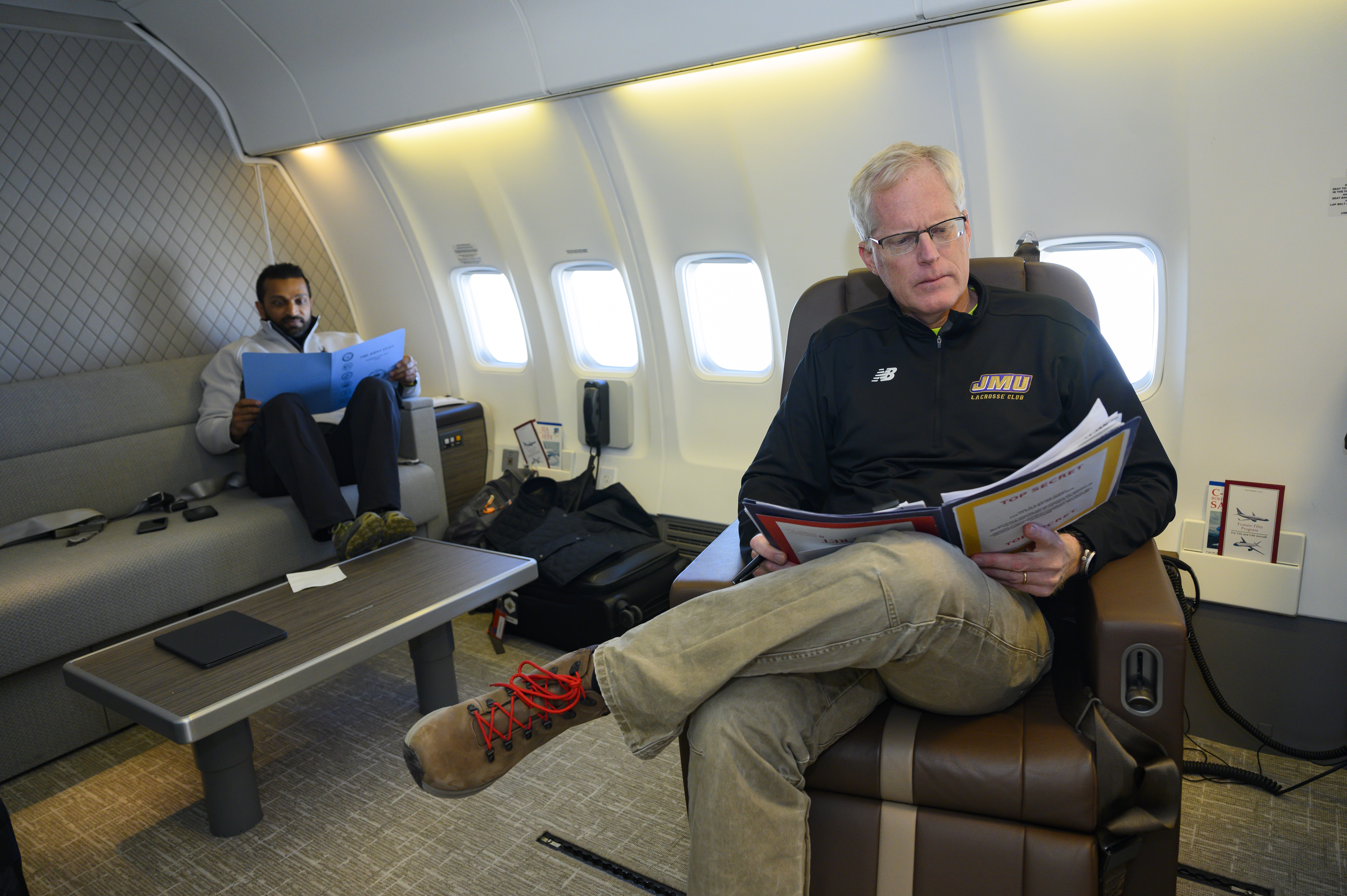
Патель путешествует с исполняющим обязанности министра обороны Миллером 14 января 2021 года

В ноябре 2020 года Трамп назначил Пателя начальником штаба исполняющего обязанности министра обороны Кристофера К. Миллера, что последовало за увольнением Трампом министра обороны Марка Эспера. Сообщается, что Патель утверждал, что Эспер проявил нелояльность к Трампу, отказавшись направить войска в Вашингтон для подавления протестов BLM. Патель оставался в Пентагоне в течение трех месяцев.
Журнал Foreign Policy связал этот шаг с «отказом Трампа принять результаты выборов». Основываясь на интервью с экспертами по обороне, Алекс Уорд из Vox предположил, что назначение Пателя было «не зловещим», «многого не изменит» и, возможно, послужило попыткой ускорить вывод войск из Афганистана. Согласно неназванному источнику, цитируемому Vanity Fair, Миллер был «подставным лицом» во время своего пребывания на посту исполняющего обязанности министра обороны, в то время как Патель и Коэн-Уотник «командовали» в Министерстве обороны. Другой источник сообщил журналу, что Патель был самым влиятельным человеком в правительстве США по вопросам национальной безопасности.
По сообщениям NBC, после выборов в ноябре 2020 года Патель заблокировал помощь некоторых должностных лиц Министерства обороны в переходе администрации Байдена. В качестве начальника штаба Патель был назначен руководителем координации Министерства обороны с переходом президента Джо Байдена, а также поддержал инициативу департамента по отделению Агентства национальной безопасности от Киберкомандования США.

### Директор ФБР
20 февраля 2025 года кандидатура Пателя на пост директора ФБР была утверждена Сенатом 51 голосами против 49.

## Книги
Автор книг:
- 2023: «Правительственные гангстеры: глубинное государство, правда и битва за нашу демократию» (Government Gangsters: The Deep State, the Truth, and the Battle for Our Democracy)
- 2022: «Заговор против короля» (The Plot Against the King), детская иллюстрированная книга в которой обыгрывается противостояние Дональда Трампа и Хиллари Клинтон и предполагаемое «российское вмешательство» в ходе выборов 2016 года.

## Личная жизнь
Проживает как в Неваде, так и в Вашингтоне (округ Колумбия). Является поклонником хоккея.